# Ragne Wiklundová
Ragne Wiklundová (* 9. května 2000 Oslo, Norsko) je norská rychlobruslařka a orientační běžkyně.
V roce 2016 začala závodit ve Světový pohár v rychlobruslení juniorů, roku 2017 se poprvé představila na juniorském světovém šampionátu. V seniorském Světovém poháru debutovala v listopadu 2017, pravidelně v něm ale začala startovat až o rok později. Na Mistrovství světa 2021 vyhrála závod na 1500 m a z Mistrovství Evropy 2022 si přivezla stříbrnou medaili ze stíhacího závodu družstev. Startovala na ZOH 2022 (1000 m – 18. místo, 1500 m – 12. místo, 3000 m – 5. místo, 5000 m – 5. místo, stíhací závod družstev – 6. místo).
Věnuje se také orientačnímu běhu. Závodila především jako juniorka a získala bronzovou medaili v závodě štafet na Mistrovství světa juniorů 2018. V roce 2021 debutovala v seniorském Světovém poháru.